# Campionati del mondo di atletica leggera 2011 - Salto triplo maschile
Il salto triplo maschile ai campionati del mondo di atletica leggera 2011 si è tenuto il 2 (qualificazioni) ed il 4 settembre (finale).

## Risultati

### Qualificazioni
Si qualificano in finale gli atleti che saltano almeno 17,10 m (Q) o che rientrano tra i migliori 12 (q).
| Pos. | Gruppo | Atleta                 | Nazione       | #1      | #2      | #3      | Misura  | Note |
| ---- | ------ | ---------------------- | ------------- | ------- | ------- | ------- | ------- | ---- |
| 1    | B      | Alexis Copello         | Cuba          | 17,06 m | 17,31 m |         | 17,31 m | Q    |
| 2    | B      | Nelson Évora           | Porto Rico    | 17,05 m | 17,20 m |         | 17,20 m | Q    |
| 3    | A      | Will Claye             | Stati Uniti   | x       | 17,19 m |         | 17,19 m | Q    |
| 4    | A      | Phillips Idowu         | Gran Bretagna | 17,17 m |         |         | 17,17 m | Q    |
| 5    | B      | Christian Olsson       | Svezia        | 16,55 m | 17,16 m |         | 17,16 m | Q    |
| 6    | A      | Leevan Sands           | Bahamas       | 17,13 m |         |         | 17,13 m | Q    |
| 7    | A      | Benjamin Compaoré      | Francia       | 17,11 m |         |         | 17,11 m | Q    |
| 8    | B      | Yoandri Betanzos       | Cuba          | 17,01 m | 13,66 m | -       | 17,01 m | q    |
| 9    | A      | Christian Taylor       | Stati Uniti   | x       | 16,99 m | 16,81 m | 16,99 m | q    |
| 10   | B      | Fabrizio Donato        | Italia        | 16,55 m | 16,70 m | 16,88 m | 16,88 m | q    |
| 11   | B      | Henry Frayne           | Australia     | 16,54 m | 16,83 m | 16,64 m | 16,83 m | q    |
| 12   | A      | Şeref Osmanoğlu        | Ucraina       | 16,81 m | x       | 16,73 m | 16,81 m | q    |
| 13   | A      | Arnie David Giralt     | Cuba          | 16,74 m | 16,68 m | 16,17 m | 16,74 m |      |
| 14   | A      | Fabrizio Schembri      | Italia        | 16,71 m | 16,28 m | 16,63 m | 16,71 m |      |
| 15   | B      | Marian Oprea           | Romania       | x       | 16,61 m | 16,19 m | 16,61 m |      |
| 16   | B      | Tosin Oke              | Nigeria       | x       | 16,50 m | 16,60 m | 16,60 m |      |
| 17   | B      | Jefferson Sabino       | Brasile       | 16,18 m | 15,91 m | 16,51 m | 16,51 m |      |
| 18   | A      | Aleksej Fëdorov        | Russia        | 15,84 m | 16,42 m | 16,26 m | 16,42 m |      |
| 19   | A      | Samyr Lainé            | Haiti         | 16,38 m | 15,83 m | 16,30 m | 16,38 m |      |
| 20   | A      | Li Yanxi               | Cina          | 15,68 m | 16,28 m | 15,42 m | 16,28 m |      |
| 21   | B      | Hugo Mamba-Schlick     | Camerun       | 15,66 m | 15,93 m | 16,15 m | 16,15 m |      |
| 22   | B      | Anders Møller          | Danimarca     | 16,14 m | 14,07 m | x       | 16,14 m |      |
| 23   | B      | Walter Davis           | Stati Uniti   | 15,28 m | 13,90 m | 16,12 m | 16,12 m |      |
| 24   | A      | Wilbert Walker         | Giamaica      | 15,66 m | 14,50 m | 15,97 m | 15,97 m |      |
| 25   | B      | Yevhen Semenenko       | Ucraina       | x       | 15,72 m | 15,96 m | 15,96 m |      |
| 26   | B      | Maximiliano Díaz       | Argentina     | 15,91 m | 15,65 m | x       | 15,91 m |      |
| NC   | A      | Sief El Islem Temacini | Algeria       | x       | x       | x       | nm      |      |
| NC   | A      | Renjith Maheshwary     | India         | x       | x       | x       | nm      |      |
| NC   | A      | Kim Deok-hyeon         | Corea del Sud | x       | x       | x       | nm      |      |
| NC   | A      | Tumelo Thagane         | Sudafrica     | x       | x       | x       | nm      |      |
| NC   | B      | Yevgeniy Ektov         | Kazakistan    | x       | x       | x       | nm      |      |

### Finale
| Pos. | Atleta            | Nazione       | #1      | #2      | #3      | #4      | #5      | #6      | Misura  | Note                                                                    |
| ---- | ----------------- | ------------- | ------- | ------- | ------- | ------- | ------- | ------- | ------- | ----------------------------------------------------------------------- |
| 1    | Christian Taylor  | Stati Uniti   | x       | 17,04 m | 17,40 m | 17,96 m | –       | 15,64 m | 17,96 m | Miglior prestazione mondiale stagionale · Miglior prestazione personale |
| 2    | Phillips Idowu    | Gran Bretagna | 17,56 m | 17,38 m | 17,70 m | 17,77 m | 17,48 m | 17,49 m | 17,77 m | Miglior prestazione personale stagionale                                |
| 3    | Will Claye        | Stati Uniti   | x       | x       | 17,50 m | 17,30 m | –       | 17,14 m | 17,50 m | Miglior prestazione personale                                           |
| 4    | Alexis Copello    | Cuba          | x       | 17,19 m | x       | 17,36 m | 17,47 m | 16,11 m | 17,47 m |                                                                         |
| 5    | Nelson Évora      | Portogallo    | 17,35 m | 16,80 m | 16,63 m | 16,18 m | 16,57 m | 16,95 m | 17,35 m | Miglior prestazione personale stagionale                                |
| 6    | Christian Olsson  | Svezia        | 17,23 m | 16,80 m | 17,22 m | 16,75 m | –       | –       | 17,23 m |                                                                         |
| 7    | Leevan Sands      | Bahamas       | 16,81 m | x       | 17,07 m | 17,12 m | 17,21 m | 16,59 m | 17,21 m |                                                                         |
| 8    | Benjamin Compaoré | Francia       | x       | 17,04 m | 17,17 m | x       | 16,99 m | x       | 17,17 m |                                                                         |
| 9    | Henry Frayne      | Australia     | 16,45 m | 16,78 m | 16,60 m |         |         |         | 16,78 m |                                                                         |
| 10   | Fabrizio Donato   | Italia        | 16,77 m | x       | x       |         |         |         | 16,77 m |                                                                         |
| 11   | Yoandri Betanzos  | Cuba          | 14,93 m | 16,22 m | 16,67 m |         |         |         | 16,67 m |                                                                         |
| 12   | Şeref Osmanoğlu   | Ucraina       | 16,29 m | x       | 16,38 m |         |         |         | 16,38 m |                                                                         |